# Цикл Ленуара

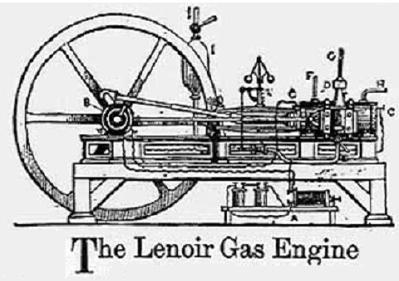
Газовий поршневий двигун Ленуара (1860)

Цикл Ленуа́ра (англ. Lenoir cycle) — термодинамічний цикл, що описує робочі процеси низки двигунів внутрішнього згоряння, різного конструктивного виконання та призначення, до яких належать:
- історично перший роботоздатний двигун внутрішнього згоряння, запатентований[1] у 1859 р. бельгійським винахідником Жаном Жозефом Етьеном Ленуаром, на честь якого цикл отримав свою назву;
- теплові ракетні двигуни;
- безклапанні пульсуючі повітряно-реактивні двигуни;
- газотурбінні двигуни внутрішнього згоряння, що працюють без доступу атмосферного повітря, на ракетному пальному, (однокомпонентному, наприклад, перекису водню, або двокомпонентному, що складається з пального і окислювача), наприклад, турбіни двигунів торпед, турбонасосних агрегатів рідинних реактивних двигунів тощо.

## Опис

p-V діаграма циклу Ленуара

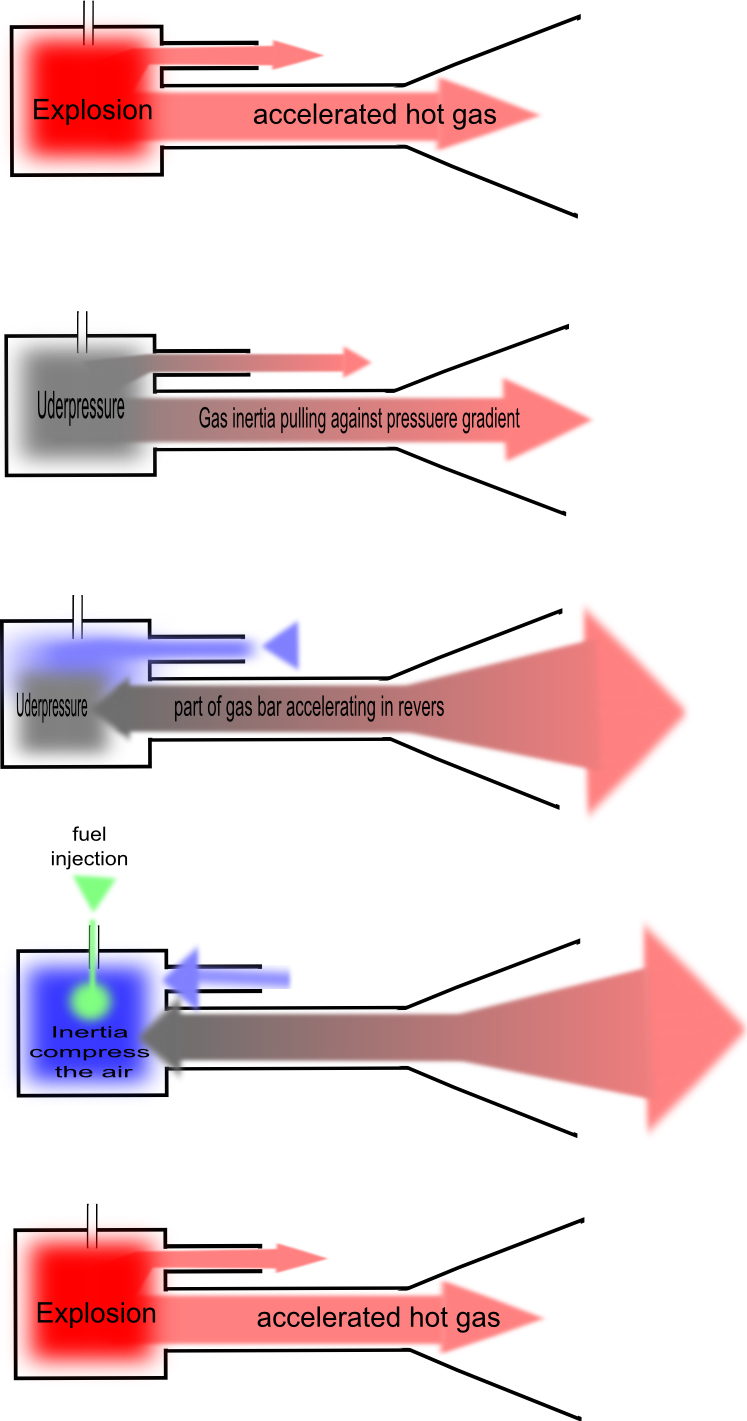
Стадії роботи безклапанного повітряно-реактивного двигуна

Ідеальний цикл Ленуара складається з трьох термодинамічних процесів:
- 1—2 ізохорне нагрівання робочого тіла;
- 2—3 ізоентропійне розширення;
- 3—1 ізобарне охолодження.

### Ізохорне підведення тепла (1-2)
Для випадку ідеального газу за типового циклу Ленуара перший такт (1-2) передбачає підведення теплоти при постійному об'ємі. Відповідно до першого закону термодинаміки:
{\displaystyle {}_{1}Q_{2}=mc_{v}\left({T_{2}-T_{1}}\right)}.
На цьому такті робота не виконується тому що об'єм залишається сталим:
{\displaystyle {}_{1}W_{2}=\int \limits _{1}^{2}{pdV}=0}
І за умови сталого об'єму теплоємність ідеального газу:
{\displaystyle c_{v}={\frac {R}{k-1}}},
де R — універсальна газова стала ідеального газу;
k — показник адіабати (k = 1,4 для повітря приблизно). Тиск після підведення тепла може бути обчислена з рівняння стану ідеального газу: {\displaystyle p_{2}V_{2}=RT_{2}}

### Ізоентропійне розширення (2-3)
Другий такт (2-3) включає зворотне адіабатичне розширення робочого тіла до досягнення початкового тиску. Процес може бути описаний відповідно до другого закону термодинаміки наступним чином:
{\displaystyle {\frac {T_{2}}{T_{3}}}=\left({\frac {p_{2}}{p_{3}}}\right)^{\textstyle {{k-1} \over k}}=\left({\frac {V_{3}}{V_{2}}}\right)^{k-1}},
де {\displaystyle p_{3}=p_{1}} для умов перебігу цього такту.
Рівняння перший закон термодинаміки набуде вигляду для цього випадку розширення: {\displaystyle {}_{2}W_{3}=mc_{v}\left({T_{2}-T_{3}}\right)} оскільки для адіабатичного процесу: {\displaystyle {}_{2}Q_{3}=0}.

### Ізобарне охолодження (3-1)
На останньому такті (3-1) відбувається охолодження до початкової температури при постійному тиску. З першого закону термодинаміки можна знайти: {\displaystyle {}_{3}Q_{1}-_{3}W_{1}=U_{1}-U_{3}}.
З визначення роботи: {\displaystyle {}_{3}W_{1}=\int \limits _{3}^{1}{pdV}=p_{1}\left({V_{1}-V_{3}}\right)}, буде витрачена наступна кількість теплової енергії за цей такт: {\displaystyle {}_{3}Q_{1}=\left({U_{1}+p_{1}V_{1}}\right)-\left({U_{3}+p_{3}V_{3}}\right)=H_{1}-H_{3}}.
В результаті, можна визначити відведене тепло як: {\displaystyle {}_{3}Q_{1}=mc_{p}\left({T_{1}-T_{3}}\right)} з визначення теплоємності ідеального газу при сталому тиску: {\displaystyle c_{p}={\frac {k}{k-1}}}.
Загальна фективність циклу Ленуара визначається корисною роботою від підведеної теплової енергії за цикл і дорівнює {\displaystyle \eta _{th}={\frac {{}_{2}W_{3}+{}_{3}W_{1}}{{}_{1}Q_{2}}}}. Слід відзначити, що корисна робота виконується під час такту розширення (2-3) і частина енергії втрачається під час такту охолодження (3-1).

### Термічний ККД
Термічний коефіцієнт корисної дії ідеального циклу Ленуара можна обчислити з використанням одного з наведених нижче еквівалентних рівнянь:
{\displaystyle \eta =1-k{\frac {n-1}{n^{k}-1}}},
де {\displaystyle \,n={\frac {V_{3}}{V_{1}}}} — ступінь розширення;
{\displaystyle \,k} — показник адіабати для робочого тіла.
Цією формулою зручно користуватись для визначення ККД поршневого двигуна Ленуара, оскільки параметр {\displaystyle \,n} легко визначається з геометрії й кінематики вузла циліндр-поршень двигуна.
{\displaystyle \eta =1-k{\frac {\lambda ^{1/k}-1}{\lambda -1}}},
тут {\displaystyle \,\lambda ={\frac {p_{2}}{p_{1}}}} — ступінь підвищення тиску.
Ця формула найчастіше використовується для розрахунку ККД реактивних і газотурбінних двигунів, що працюють за циклом Ленуара.